# Championnat des Îles Turques-et-Caïques de football 2018
Navigation
Édition précédente Édition suivante
La saison 2018 du championnat des Îles Turques-et-Caïques de football est la vingtième édition de la Provo Premier League, le championnat de première division des Îles Turques-et-Caïques.
L'AFC Academy, en tant qu'Academy Jaguars, remporte un cinquième titre.

## Les équipes participantes
En 2018, l'AFC Academy décide de présenter deux équipes dans ce championnat. L'Academy Jaguars est l'équipe première tandis que l'Academy Eagles fait office d'équipe réserve.
| \| Providenciales : AFC Academy Beaches FC Cheshire Hall Full Physic SWA Sharks Providenciales \| Localisation des équipes engagées. |
| Providenciales : AFC Academy Beaches FC Cheshire Hall Full Physic SWA Sharks Providenciales                                          |

| Équipe          | Classement 2017       | Ville (île)                                      | Stade                  |
| --------------- | --------------------- | ------------------------------------------------ | ---------------------- |
| Beaches FC      | Champion              | Venetian Road (Providenciales)                   | TCIFA National Academy |
| Academy Jaguars | Finaliste             | Providenciales (Providenciales)                  | TCIFA National Academy |
| Full Physic     | 3e                    | (Providenciales)                                 | TCIFA National Academy |
| Cheshire Hall   | Vainqueur consolation | Cheshire Hall and Richmond Hill (Providenciales) | TCIFA National Academy |
| SWA Sharks      | Finaliste consolation | Grace Bay (Providenciales)                       | TCIFA National Academy |
| Academy Eagles  | Nouvelle équipe       | Providenciales (Providenciales)                  | TCIFA National Academy |

Légende des couleurs
- Tenant du titre
- Nouvelle équipe

## Compétition
L'AFC Academy décide de présenter deux équipes dans ce championnat. L'Academy Jaguars est l'équipe première tandis que l'Academy Eagles fait office d'équipe réserve.

### Classement
Le barème de points servant à établir le classement se décompose ainsi :
- Victoire : 3 points
- Match nul : 1 point
- Défaite : 0 point

| Rang | Équipe             | Pts | J  | G | N | P | Bp | Bc | Diff |
| ---- | ------------------ | --- | -- | - | - | - | -- | -- | ---- |
| 1    | Academy Jaguars    | 23  | 10 | 7 | 2 | 1 | 35 | 11 | +24  |
| 2    | Cheshire Hall      | 21  | 10 | 7 | 0 | 3 | 29 | 20 | +9   |
| 3    | SWA Sharks         | 19  | 10 | 6 | 1 | 3 | 41 | 18 | +23  |
| 4    | Full Physic        | 19  | 10 | 6 | 1 | 3 | 21 | 21 | 0    |
| 5    | Beaches FC T       | 3   | 10 | 1 | 0 | 9 | 13 | 39 | -26  |
| 6    | Academy Eagles (N) | 3   | 10 | 1 | 0 | 9 | 11 | 41 | -30  |

|  | Champion des Îles Turques-et-Caïques 2018 |
|  | T : Tenant du titre (N) : Nouvelle équipe |

## Bilan de la saison
| Championnat des Îles Turques-et-Caïques de football 2018 |                                |
| Champion                                                 | AFC Academy Jaguars (5e titre) |
| Dauphin                                                  | Cheshire Hall                  |
| Qualifications continentales                             |                                |
| Caribbean Club Shield 2019                               | Aucun inscrit                  |